# David A. R. White

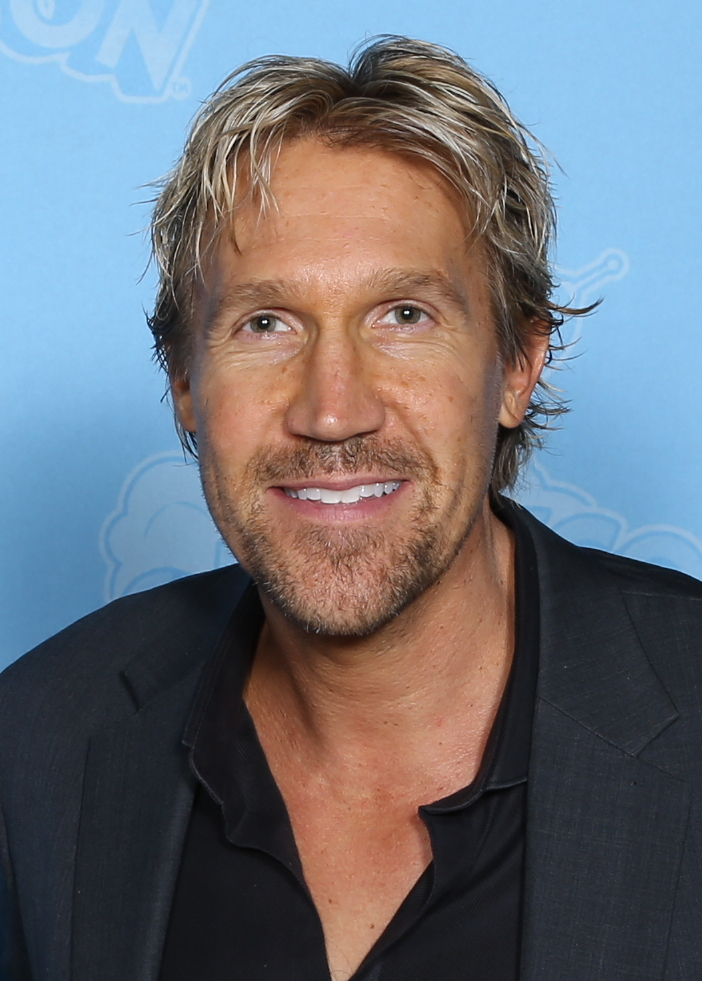
David A. R. White (2019)

David Andrew Roy White (* 12. Mai 1970 in Dodge City) ist ein US-amerikanischer Filmschauspieler sowie Filmproduzent und Drehbuchautor.

## Leben
White ist der Sohn eines mennonitischen Pastors. Mit 19 Jahren zog er nach Los Angeles, wo er als Schauspieler tätig wurde. 2005 war er Mitbegründer der christlichen Filmproduktionsgesellschaft Pure Flix Entertainment. 2014 spielte er „Reverend Dave“ im christlichen Drama Gott ist nicht tot sowie in den Folgefilmen.

## Privatleben
White war von 2003 bis 2020 mit der Schauspielerin Andrea Logan White verheiratet, mit der er drei Kinder hat.

## Filmografie (Auswahl)
- 1991–1993: Daddy schafft uns alle (Evening Shade, Fernsehserie, 9 Folgen)
- 1995: Outbreak – Lautlose Killer (Outbreak)
- 1999: The Moment After
- 2000: Mercy Streets – Straße der Vergebung (Mercy Streets)
- 2004: Six: The Mark Unleashed
- 2006: The Visitation
- 2009: In the Blink of an Eye
- 2011: Jerusalem Countdown
- 2012: Brother White
- 2013: Revelation Road
- 2014: Gott ist nicht tot (God’s Not Dead)
- 2015: Der Cop und die Hundedame (Dancer and the Dame)
- 2015: Faith of Our Fathers
- 2015: Woran glaubst Du? (Do You Believe?) – als Produzent
- 2016: Hitting the Breaks (Fernsehserie, 10 Folgen)
- 2016: Gott ist nicht tot 2 (God’s Not Dead 2)
- 2017–2018: Malibu Dan the Family Man (Fernsehserie, 24 Folgen)
- 2018: Gott ist nicht tot – Ein Licht in der Dunkelheit (God’s Not Dead: A Light in Darkness)
- 2020: Finding Love in Quarantine (Fernsehserie, 8 Folgen)
- 2021: Beckman – Im Namen der Rache (Beckman)
- 2021: Gott ist nicht tot 4 – Wir sind das Volk (God’s Not Dead: We the People)
- 2024: Gott ist nicht tot 5 – In God we Trust (God's Not Dead: In God We Trust)